# Gabriel Jan Mincewicz

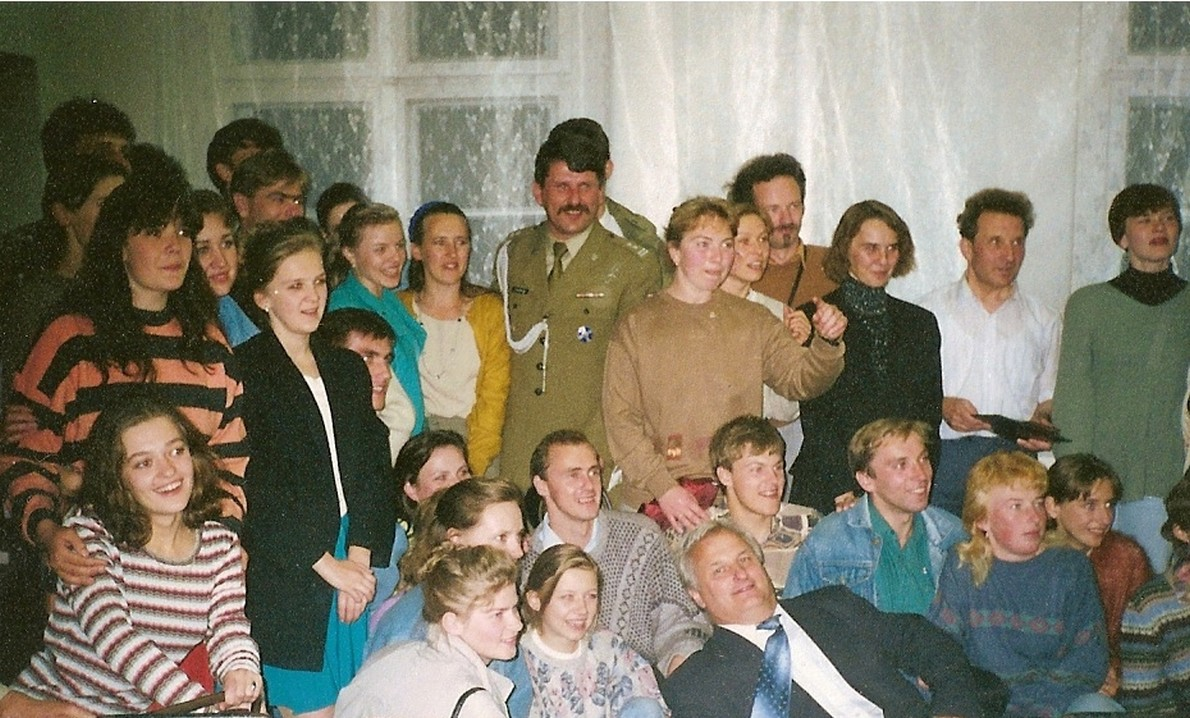
Gabriel Jan Mincewicz (stoi drugi z prawej) wśród członków Zespołu Pieśni i Tańca Wileńszczyzna

Gabriel Jan Mincewicz, lit. Gabriel Jan Mincevič (ur. 25 marca 1938 w Sużanach, zm. 7 grudnia 2016 w Wilnie) – litewski polityk i muzykolog narodowości polskiej, poseł na Sejm w latach 1992–2004.

## Życiorys
W 1968 ukończył wileńskie konserwatorium. Przez kilkanaście lat pracował w wileńskiej szkole muzycznej jako nauczyciel. W 1975 został zatrudniony jako nauczyciel w szkole średniej w Niemenczynie. Objął także kierownictwo Zespołu Pieśni i Tańca Wileńszczyzna.
W 1992 uzyskał mandat posła na Sejm z ogólnokrajowej listy Związku Polaków na Litwie. W 1996 i 2000 ponownie był wybierany do parlamentu w jednomandatowym okręgu Wilno-Szyrwinty jako przedstawiciel Akcji Wyborczej Polaków na Litwie. Bezskutecznie kandydował w kolejnych wyborach parlamentarnych.
W 2007 został radnym samorządu rejonu wileńskiego; powołano go następnie na stanowisko zastępcy mera, zajmował je do 2014. W 2015 wybrany do rady kolejnej kadencji. Zmarł 7 grudnia 2016.

## Odznaczenia
- Krzyż Komandorski Orderu Zasługi Rzeczypospolitej Polskiej (2015)[2]
- Krzyż Oficerski Orderu Zasługi Rzeczypospolitej Polskiej (2006)[3]
- Krzyż Kawalerski Orderu Zasługi Rzeczypospolitej Polskiej (1998)[4]
- Medal „Pro Patria” (2016)
- Medal Komisji Edukacji Narodowej
- Odznaka honorowa „Zasłużony dla Kultury Polskiej”[5]